# Ehemaliges Amtsgericht Marburg
Das Ehemalige Amtsgericht an der Universitätsstraße 24 in Marburg wurde zwischen 1892 und 1894 nach den Plänen des Architekten Ludwig Rambeau erbaut. Es ist ein bedeutendes Beispiel für den Gerichtsbau der Zeit und steht unter Denkmalschutz. Das Gebäude wird heute von der Philipps-Universität Marburg als Institutsgebäude Universitätsstraße 24 genutzt, die darin Teile des Fachbereichs Wirtschaftswissenschaften untergebracht hat.

## Geschichte und Entstehung
Bereits in den 1870er Jahren wurde die Notwendigkeit eines Neubaus für das Amtsgericht in Marburg erkannt, da die bisherigen Einrichtungen im Kugelherrenhaus als unzureichend und baufällig galten. Die Stadtverwaltung erwarb zwischen 1878 und 1888 die Grundstücke für den Neubau des Amtsgerichts und eines Gefängnisses. Die Planung des Baus begann 1887, und die Ausführung erfolgte ab 1891 unter der Leitung von Kreisinspektor Karl vom Dahl und Regierungsbaumeister Rambeau. Das Gebäude wurde am 11. April 1894 eingeweiht.
Nach dem Auszug des Gerichts 1961 in den Neubau des Amtsgerichtsgebäudes in Haus Nr. 48 übernahm die Philipps-Universität Marburg das Gebäude. Nach einem Umbau zog 1963 das Mathematische Institut ein und 1972 folgte der Fachbereich Wirtschaftswissenschaften.

## Architektur
Das Gebäude des ehemaligen Amtsgerichts steht hinter der Häuserflucht der Universitätsstraße und wird von einem gestalteten Vorgarten umgeben. Es ist ein dreigeschossiger Massivbau mit einem verschieferten Walmdach und einem markanten Sandsteinsockel. Die Fassade wird durch einen deutlich hervorstehenden, giebelbekrönten Mittelrisalit dominiert, hinter dem der Eingang im Erdgeschoss sowie der Schöffensaal im ersten Obergeschoss und das Treppenhaus im Rückgebäude untergebracht sind.
Die Fassade ist im neogotischen Stil gehalten, wobei Elemente wie das Hoheitszeichen des Reichsadlers im Giebelfeld und die neogotischen Fensterformen zum architektonischen Gesamteindruck beitragen. Besonders auffällig ist die Verwendung von Strebepfeilern an der östlichen Seite des Gebäudes, die für die Stützung der Gewölbe im Treppenhaus verantwortlich sind.
Das Gebäude beherbergte ursprünglich Büros für vier Richter, die über drei Etagen verteilt waren. Der große Schöffensaal im ersten Obergeschoss hat eine Höhe von 5 Metern und eine eingeschubene Decke mit profiliertem Gebälk. Das Treppenhaus und die Flure sind mit Kreuzrippengewölben und detaillierten Steinmetzarbeiten versehen. Eine interne Treppe diente zur Vorführung der Gefangenen aus dem Keller.

## Nutzung
Nach dem Auszug des Amtsgerichts im Jahr 1961 übernahm die Universität Marburg das Gebäude. Heute ist es das Zuhause des Fachbereichs Wirtschaftswissenschaften und beherbergt mehrere Institute. Der architektonische Wert des Gebäudes sowie seine historische Bedeutung als Sitz der Justizverwaltung in Marburg machen es zu einem wichtigen kulturellen und historischen Wahrzeichen.

## Denkmalschutz
Das Ehemalige Amtsgericht Marburg wurde aufgrund seiner historischen, künstlerischen und städtebaulichen Bedeutung als Kulturdenkmal eingestuft. Es stellt ein herausragendes Beispiel für den neogotischen Gerichtsbau des späten 19. Jahrhunderts dar.